# Raúl Scarrone
Raúl Horacio Scarrone Carrero (ur. 18 kwietnia 1931 w Montevideo, zm. 4 maja 2021) – urugwajski duchowny rzymskokatolicki, w latach 1987–2008 biskup Floridy.

## Życiorys
Święcenia kapłańskie przyjął 24 września 1955. 13 października 1982 został mianowany biskupem pomocniczym Montevideo ze stolicą tytularną Ulpiana. Sakrę biskupią otrzymał 12 grudnia 1982. 15 czerwca 1987 objął urząd biskupa Floridy. 15 marca 2008 przeszedł na emeryturę.